# آلکس آقابابیان
آلکس آقابابیان (ارمنی: Ալեքս Աղաբաբյան؛ زاده ۱۹۲۴ - درگذشته ۱۹۹۷)، مدیر دوبلهٔ ارمنی‌تبار اهل ایران بود. وی بنیادگذار دوبلهٔ فیلم‌های خارجی در ایران است.

## زندگی‌نامه
وی در ۱۹۲۴ میلادی (۱۳۰۳ خورشیدی) در تهران به دنیا آمد. او فرزند آلکساندر آقابابیان و ساتنیک آقابابیان (ساتو پری) است. وی در سال ۱۳۲۵ در محل منزل مسکونیشان واقع در خیابان نادری کوچه نوبهار مؤسسهٔ «داریوش فیلم» را تأسیس کرد و چند فیلم کوتاه تبلیغاتی ساخت. چون تلاش‌هایش برای دوبله کردن فیلم‌های سینمایی خارجی به فارسی بی‌نتیجه ماند به ایتالیا رفت و در شهر رم در رشتهٔ کارگردانی سینما تحصیل کرد. پس از اتمام تحصیلات با همکاری مرتضی حنانه گروهی از ایرانیان مقیم ایتالیا را گردآورد و به دوبله کردن فیلم‌های خارجی به فارسی پرداخت.
فریدون بی‌نوا (۱۹۲۱) اولین فیلمی بود که در ایتالیا به فارسی دوبله شد. نمایش این فیلم در ۱۹۵۲ (۱۲ مهر ۱۳۳۱) در تهران با استقبال مردم روبه‌رو شد. سه فیلم دیگر ایتالیایی را نیز به فارسی دوبله کرد. آلکس آقابابیان را می‌توان بنیادگذار دوبلهٔ فیلم‌های خارجی در ایران دانست. بعدها داریوش فیلم را توسعه داد و با به کار گرفتن چند گویندهٔ حرفه‌ای کار دوبله کردن فیلم‌های خارجی به فارسی را در ایتالیا رونق بخشید.
وی در ۱۹۹۷ میلادی (۱۳۷۶ خورشیدی) در سن ۷۳ سالگی درگذشت.